# 村井七郎
村井 七郎（むらい しちろう、1917年4月13日 - 1993年2月21日）は、日本の大蔵官僚。大阪府出身。
東京府立第一中学校、第一高等学校を経て、東京帝国大学法学部政治学科を卒業。大蔵省入省（管財局配属）。為替局資金課長、為替局企画課長、金沢国税局長、大臣官房財務調査官（国際金融局担当）、財務参事官などを経て、1968年6月より国際金融局長。
同期に宮澤喜一がいた。宮澤とは、日米学生会議に参加した当時から公私に渡り懇意にしていた。退官後、三和銀行副頭取。日本ASEAN投資株式会社（現日本アジア投資株式会社）初代代表取締役社長。
弟に日銀出身でわかもと製薬社長の村井八郎。義父は東京高等商業学校（一橋大学の前身）出身の経済学者大西猪之介。義母は大西美穂（水梨岩太郎の娘）。娘婿は元国税庁長官、前公正取引委員会委員長の竹島一彦。

## 関連文献
- 高橋和宏「村井七郎と国際金融：財政史口述記録から」『防衛大学校紀要 人文科学分冊 107号』2013年 NAID 40020286710